# Generator und Kogenerator
Generator und Kogenerator sind Begriffe aus dem mathematischen Teilgebiet der Kategorientheorie. Es handelt sich um Objekte einer Kategorie, die zu beliebigen Objekten der Kategorie in einer bestimmten Beziehung stehen. Statt Generator und Kogenerator findet man auch die Bezeichnungen Separator und Koseparator.

## Definitionen
Eine Menge {\displaystyle \{G_{i}\mid i\in I\}} von Objekten einer Kategorie {\displaystyle {\mathcal {C}}} heißt eine Menge von Generatoren für {\displaystyle {\mathcal {C}}}, wenn es zu je zwei verschiedenen Morphismen {\displaystyle f,g:A\rightarrow B} ein {\displaystyle i\in I} und einen Morphismus {\displaystyle h:G_{i}\rightarrow A} gibt mit {\displaystyle f\circ h\not =g\circ h}.
Ein Objekt {\displaystyle G} aus {\displaystyle {\mathcal {C}}} heißt ein Generator für {\displaystyle {\mathcal {C}}}, falls die einelementige Menge {\displaystyle \{G\}} ein Generator für {\displaystyle {\mathcal {C}}} ist.
Dual dazu ist der Begriff des Kogenerators:
Eine Menge {\displaystyle \{K_{i}\mid i\in I\}} von Objekten einer Kategorie {\displaystyle {\mathcal {C}}} heißt eine Menge von Kogeneratoren für {\displaystyle {\mathcal {C}}}, wenn es zu je zwei verschiedenen Morphismen {\displaystyle f,g:A\rightarrow B} ein {\displaystyle i\in I} und einen Morphismus {\displaystyle h:B\rightarrow K_{i}} gibt mit {\displaystyle h\circ f\not =h\circ g}.
Ein Objekt {\displaystyle K} aus {\displaystyle {\mathcal {C}}} heißt ein Kogenerator für {\displaystyle {\mathcal {C}}}, falls die einelementige Menge {\displaystyle \{K\}} ein Kogenerator für {\displaystyle {\mathcal {C}}} ist.

## Beispiele
- In der Kategorie {\displaystyle {\mathcal {Set}}} der Mengen ist jede nicht-leere Menge {\displaystyle G} ein Generator, denn sind {\displaystyle f,g:A\rightarrow B} verschiedene Abbildungen, etwa {\displaystyle f(a)\not =g(a)}, so leistet die Abbildung {\displaystyle h:G\rightarrow A}, die konstant gleich {\displaystyle a} ist, das Verlangte.

Jede Menge {\displaystyle K} mit mindestens zwei Elementen ist ein Kogenerator in {\displaystyle {\mathcal {Set}}}, denn sind {\displaystyle f,g:A\rightarrow B} verschiedene Abbildungen, etwa {\displaystyle f(a)\not =g(a)}, so leistet jede Abbildung {\displaystyle h:B\rightarrow K}, die {\displaystyle f(a)} und {\displaystyle g(a)} auf verschiedene Elemente in {\displaystyle K} abbildet, das Verlangte.
- In der Kategorie {\displaystyle {\mathcal {T\!op}}} der topologischen Räume ist jeder nicht-leere diskrete Raum ein Generator und jeder Raum, der einen mindestens zweielementigen Unterraum mit der trivialen Teilraumtopologie enthält, ist ein Kogenerator.
- In der Kategorie der vollständig regulären Räume oder in der Kategorie der kompakten Hausdorffräume ist das Einheitsintervall {\displaystyle [0,1]} ein Kogenerator.[4]
- In der Kategorie {\displaystyle {\mathcal {Mod}}_{R}} der Moduln über einem Ring {\displaystyle R} ist der als Modul aufgefasste Ring {\displaystyle R} ein Generator.
- Die Kategorie Ringe mit Einselement besitzt keine Kogeneratoren. (Wäre nämlich {\displaystyle R} ein Kogenerator, so müsste es zu zwei verschiedenen Körpermorphismen {\displaystyle K\rightarrow K} einen Morphismus {\displaystyle h:K\rightarrow R} geben mit {\displaystyle h\circ f\not =h\circ g}. Aber Morphismen {\displaystyle h:K\rightarrow R} auf Körpern sind stets die Nullfunktion oder injektiv, weshalb es für Körper mit einer Mächtigkeit größer als der Mächtigkeit von {\displaystyle R} keine solchen {\displaystyle h:K\rightarrow R} geben kann.)[5]

## Eigenschaften

### Hom-Funktoren
Eine einfache Umformulierung, die von manchen Autoren als Definition verwendet wird, lautet:
Ein Objekt {\displaystyle G} aus {\displaystyle {\mathcal {C}}} ist genau dann ein Generator für {\displaystyle {\mathcal {C}}}, wenn der Hom-Funktor {\displaystyle \mathrm {hom} _{\mathcal {C}}(G,-):{\mathcal {C}}\rightarrow {\mathcal {Set}}} treu ist.
Dual dazu gilt
Ein Objekt {\displaystyle K} aus {\displaystyle {\mathcal {C}}} ist genau dann ein Kogenerator für {\displaystyle {\mathcal {C}}}, wenn der Hom-Funktor {\displaystyle \mathrm {hom} _{\mathcal {C}}(-,K):{\mathcal {C}}\rightarrow {\mathcal {Set}}} treu ist.

### Produkte und Koprodukte
Folgende Eigenschaften zeigen, wie Generatoren und Kogeneratoren zu beliebigen Objekten der Kategorie in Beziehung gesetzt werden können:
Ein Objekt {\displaystyle G} einer Kategorie {\displaystyle {\mathcal {C}}}, die beliebige Koprodukte besitzt, ist genau dann ein Generator für {\displaystyle {\mathcal {C}}}, wenn es zu jedem Objekt {\displaystyle A} aus {\displaystyle {\mathcal {C}}} eine Menge {\displaystyle I} und einen Epimorphismus {\displaystyle \textstyle \coprod _{i\in I}G\rightarrow A} des {\displaystyle I}-fachen Koproduktes von {\displaystyle G} nach {\displaystyle A} gibt.
Dual dazu gilt:
Ein Objekt {\displaystyle K} einer Kategorie {\displaystyle {\mathcal {C}}}, die beliebige Produkte besitzt, ist genau dann ein Kogenerator für {\displaystyle {\mathcal {C}}}, wenn es zu jedem Objekt {\displaystyle A} aus {\displaystyle {\mathcal {C}}} eine Menge {\displaystyle I} und einen Monomorphismus {\displaystyle \textstyle A\rightarrow \prod _{i\in I}K} von {\displaystyle A} in das {\displaystyle I}-fache Produkt von {\displaystyle K} gibt.